# Lejeunea alobifolia
Lejeunea alobifolia là một loài Rêu trong họ Lejeuneaceae. Loài này được H.A. Mill. mô tả khoa học đầu tiên năm 1981.